# Basilika der Unbefleckten Empfängnis (Guelph)

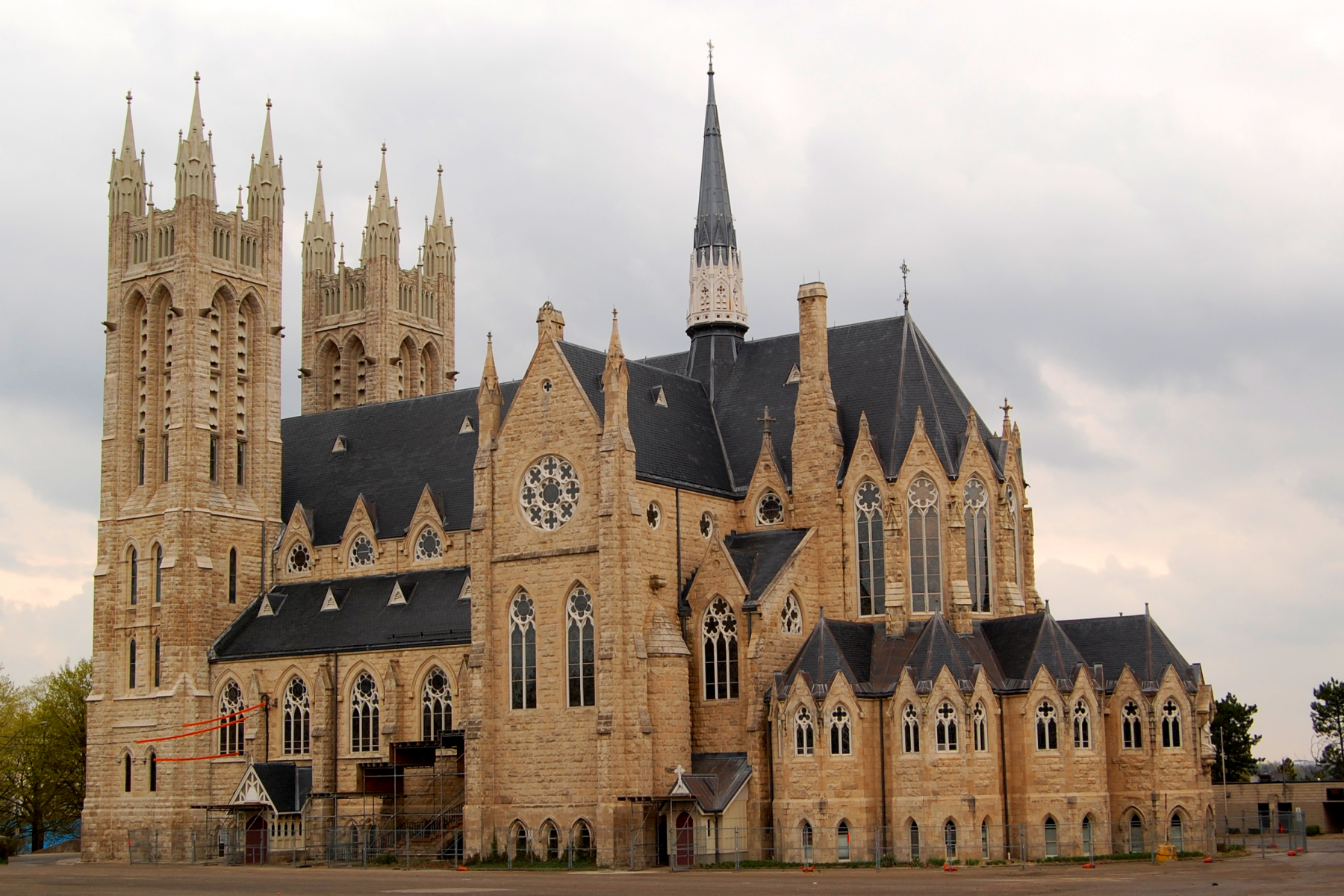
Außenansicht der Basilika

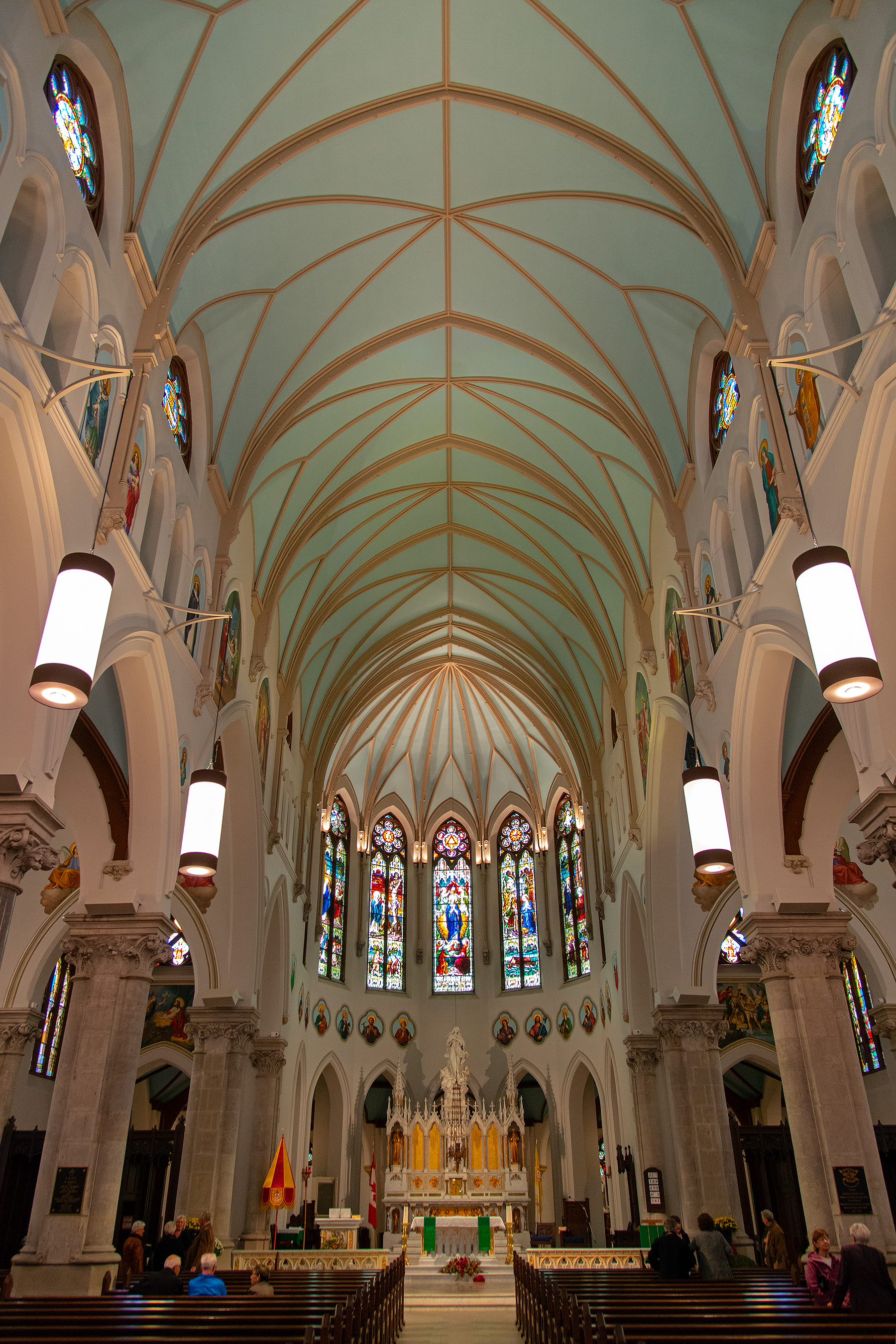
Innenraum der Kirche

Die Basilika der Unbefleckten Empfängnis (englisch Basilica of Our Lady Immaculate/ französisch: Basilique Notre-Dame-Immaculée de Guelph) ist eine neugotische Kirche in Guelph in der kanadischen Provinz Ontario. Die römisch-katholische Pfarrkirche im Bistum Hamilton trägt die Titel einer Basilica minor und einer National Historic Site of Canada.

## Geschichte

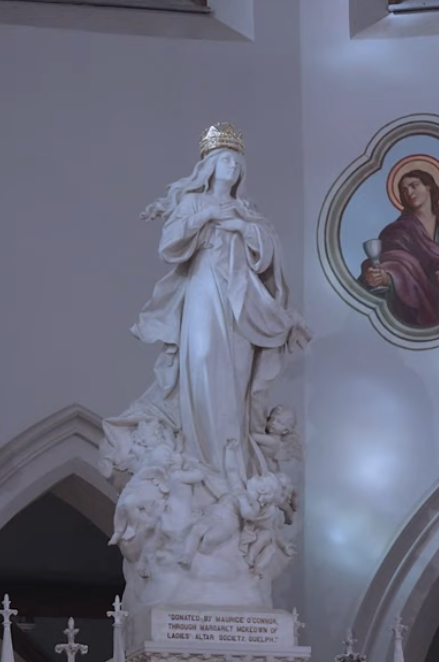
Marienstatue, 2022 gekrönt

Den hochliegenden, zentralen Baugrund reservierte der Ortsgründer John Galt 1827 aus Wertschätzung für Bischof Alexander Macdonell für eine katholische Kirche. Die erste Holzkirche wurde 1835 errichtet und St. Patrick gewidmet. Bereits 1844 brannte sie aber ab. Der Bau der folgenden Bartholomäuskirche wurde unmittelbar begonnen und bereits 1846 fertiggestellt. Der Bau der heutigen, steinernen Kirche begann 1877. Sie wurde vom aus Irland stammenden Architekten Joseph Connolly nach Vorbild des Kölner Doms entworfen und aus lokalem Kalkstein errichtet. Sie gilt als die beste Arbeit von Connolly. Der Kirchenbau wurde 1888 fertiggestellt und Unserer Lieben Frau der Unbefleckten Empfängnis gewidmet. Die Doppeltürme, die eine Höhe von über 61 m erreichen, wurden erst am 13. November 1926 fertiggestellt. Die Kirche wurde 1990 zur Kulturdenkmal erklärt. Papst Franziskus erhob die Kirche am 8. Dezember 2014 in den Rang einer Basilica minor. Am 8. Dezember 2019 wurde die Krönung der Marienstatue offiziell verkündet, die am 1. Oktober 2022 stattfand.

## Architektur
Die monumentale dreischiffige Basilika wurde auf dem Grundriss einer Kreuzkirche im viktorianisch-neugotischen Stil errichtet mit französisch-neugotischen Elementen. Das hochaufragende Deckengewölbe führen seitlich zu mit Stichkappen angeschlossenen Obergadenfenstern. Zwischen den beiden Kirchtürmen öffnet sich ein Rosettenfenster, über der Vierung erhebt sich ein Dachreiter. Die polygonale Apsis des Chors ist mit einem Kapellenkranz umgeben. Die Kirchenausstattung enthält Schnitzereien und Glasmalereien, die von erfahrenen Handwerkern ausgeführt wurden. Die Orgel wurde von Casavant Frères mit etwa 2400 Pfeifen auf der Empore um das Rosettenfenster installiert.
Bei der Stadtplanung von Guelph werden die Blickachsen auf die und von der Basilika frei gehalten, auch die maximale Bauhöhe wird durch den Kirchenbau limitiert.